# Podaljšana tristrana girobikupola
| Podaljšana tristrana girobikupola | Podaljšana tristrana girobikupola |
| --------------------------------- | --------------------------------- |
|                                   |                                   |
| Vrsta                             | Johnsonovo telo J35-J36-J37       |
| Stranske ploskve                  | 2+6 trikotnikov 2.6 kvadratov     |
| Oglišča                           | 18                                |
| Robovi                            | 36                                |
| Konfiguracija oglišča             | 12(3.43) 6(3.4.3.4)               |
| Grupa simetrije                   | D3d                               |
| Dualni polieder                   | -                                 |
| Lastnosti                         | konveksna                         |
| mreža telesa                      |                                   |

Podaljšana tristrana girobikupola je eno izmed Johnsonovih teles (J36). Kot že ime nakazuje, jo dobimo s podaljševanjem tristrane girobikupole ali kubooktaedra tako, da dodamo šeststrano prizmo med njeni dve polovici, ki sta skladni tristrani kupoli (J36). Z vrtenjem ene kupole za 60º pred podaljšanjem, dobimo tristrano ortobikupolo (J35).
V letu 1966 je Norman Johnson (rojen 1930) imenoval in opisal 92 teles, ki se sedaj imenujejo Johnsonova telesa.

## Prostornina in površina
Naslednji izrazi za prostornino (V) in površino (P) sta uporabna za vse stranske ploskve, ki so pravilne in imajo dolžino roba a:
{\displaystyle V=({\frac {5{\sqrt {2}}}{3}}+{\frac {3{\sqrt {3}}}{2}})a^{3}\approx 4,9551...a^{3}}
{\displaystyle A=2(6+{\sqrt {3}})a^{2}\approx 15,4641...a^{2}}